# Еллерслі (Меріленд)
Еллерслі (англ. Ellerslie) — переписна місцевість (CDP) в США, в окрузі Аллегені штату Меріленд. Населення — 651 особа (2020).

## Географія
Еллерслі розташоване за координатами 39°43′7″ пн. ш. 78°46′43″ зх. д. / 39.71861° пн. ш. 78.77861° зх. д. (39.718713, -78.778615).  За даними Бюро перепису населення США в 2010 році переписна місцевість мала площу 0,98 км², уся площа — суходіл.

## Демографія
Згідно з переписом 2010 року, у переписній місцевості мешкали 572 особи в 237 домогосподарствах у складі 169 родин. Густота населення становила 581 особа/км².  Було 260 помешкань (264/км²).
Расовий склад населення:
| - 98,6 % — білих - 0,3 % — чорних або афроамериканців - 0,3 % — азіатів |

До двох чи більше рас належало 0,7 %. Частка іспаномовних становила 1,6 % від усіх жителів.
За віковим діапазоном населення розподілялося таким чином: 18,5 % — особи молодші 18 років, 57,2 % — особи у віці 18—64 років, 24,3 % — особи у віці 65 років та старші. Медіана віку мешканця становила 48,1 року. На 100 осіб жіночої статі у переписній місцевості припадало 97,2 чоловіків;  на 100 жінок у віці від 18 років та старших — 98,3 чоловіків також старших 18 років.
Середній дохід на одне домашнє господарство  становив 72 565 доларів США (медіана — 44 000), а середній дохід на одну сім'ю — 59 753 долари (медіана — 45 208). За межею бідності перебувало 4,3 % осіб, у тому числі 0,0 % дітей у віці до 18 років та 9,2 % осіб у віці 65 років та старших.
Цивільне працевлаштоване населення становило 235 осіб. Основні галузі зайнятості: освіта, охорона здоров'я та соціальна допомога — 38,7 %, мистецтво, розваги та відпочинок — 14,9 %, фінанси, страхування та нерухомість — 11,9 %.